# Balinais (peuple)
Pour les articles homonymes, voir Balinais.
 (août 2011).
Si vous disposez d'ouvrages ou d'articles de référence ou si vous connaissez des sites web de qualité traitant du thème abordé ici, merci de compléter l'article en donnant les références utiles à sa vérifiabilité et en les liant à la section « Notes et références ».
Les Balinais sont un groupe ethnique de trois millions de personnes (1,5 % de la population indonésienne) vivant principalement sur l'île de Bali dont ils représentent 89 % de la population. Ils constituent également une part significative de la population de l'ouest de l'île de Lombok.

## Origines

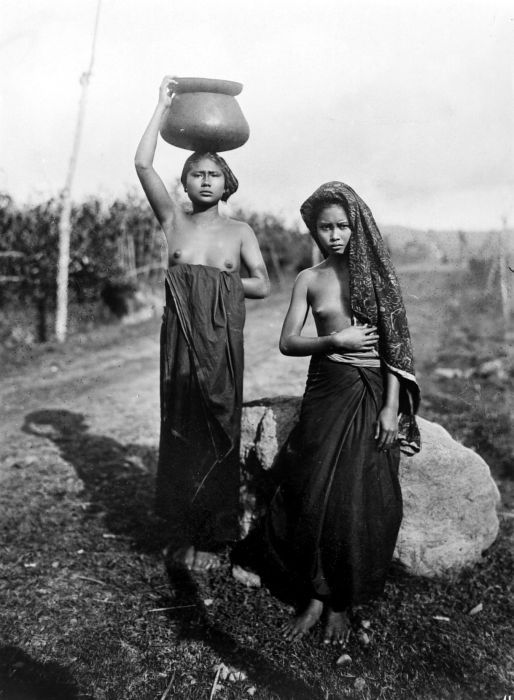
Femmes de Bali au début du vingtième siècle. Photo de Thilly Weissenborn.

Il y a environ 21 000 ans, la Nouvelle-Guinée était reliée à l'Australie, formant la masse continentale appelée Sahul. L'Australie avait été peuplée il y a au moins 40 000 ans par des migrations depuis l'actuel continent asiatique. On a retrouvé, dans la Grande Grotte de Niah au Sarawak un crâne humain qu'on a daté de 40 000 ans. Ces migrations avaient été possibles car à l'époque, le niveau des mers était plus bas qu'actuellement. Des migrations avaient également pu avoir eu lieu directement de l'Asie vers la Nouvelle-Guinée et les îles Salomon.
Il y a 5 000 à 6 000 ans, le niveau des mers est remonté pour atteindre la situation actuelle, coupant ces populations du continent asiatique et empêchant d'autres migrations pour un certain temps.
Il y a 5 000 ans (3000 av. J.-C.), des habitants du littoral de la Chine du Sud, cultivateurs de millet et de riz, commencent à traverser le détroit pour s'installer à Taiwan. Vers 2000 av. J.-C., des migrations ont lieu de Taiwan vers les Philippines. De nouvelles migrations commencent bientôt des Philippines vers Sulawesi et Timor et de là, les autres îles de l'archipel indonésien. Vers 1 500 av. J.-C., un autre mouvement mène des Philippines en Nouvelle-Guinée et au-delà, les îles du Pacifique. Les Austronésiens sont sans doute les premiers grands navigateurs de l'histoire de l'humanité.
Le peuplement de l'Indonésie a donc deux origines, comme l'attestent les résultats d'une étude menée par des généticiens.
Une étude menée par des chercheurs de l'université d'Arizona confirme un héritage génétique paternel essentiellement dû à des locuteurs de langues austronésiennes. Néanmoins, cette étude montre que 12 % du pool génétique paternel des Balinais semble d'origine indienne, cet apport étant d'origine récente par rapport aux migrations austronésiennes.

## Culture

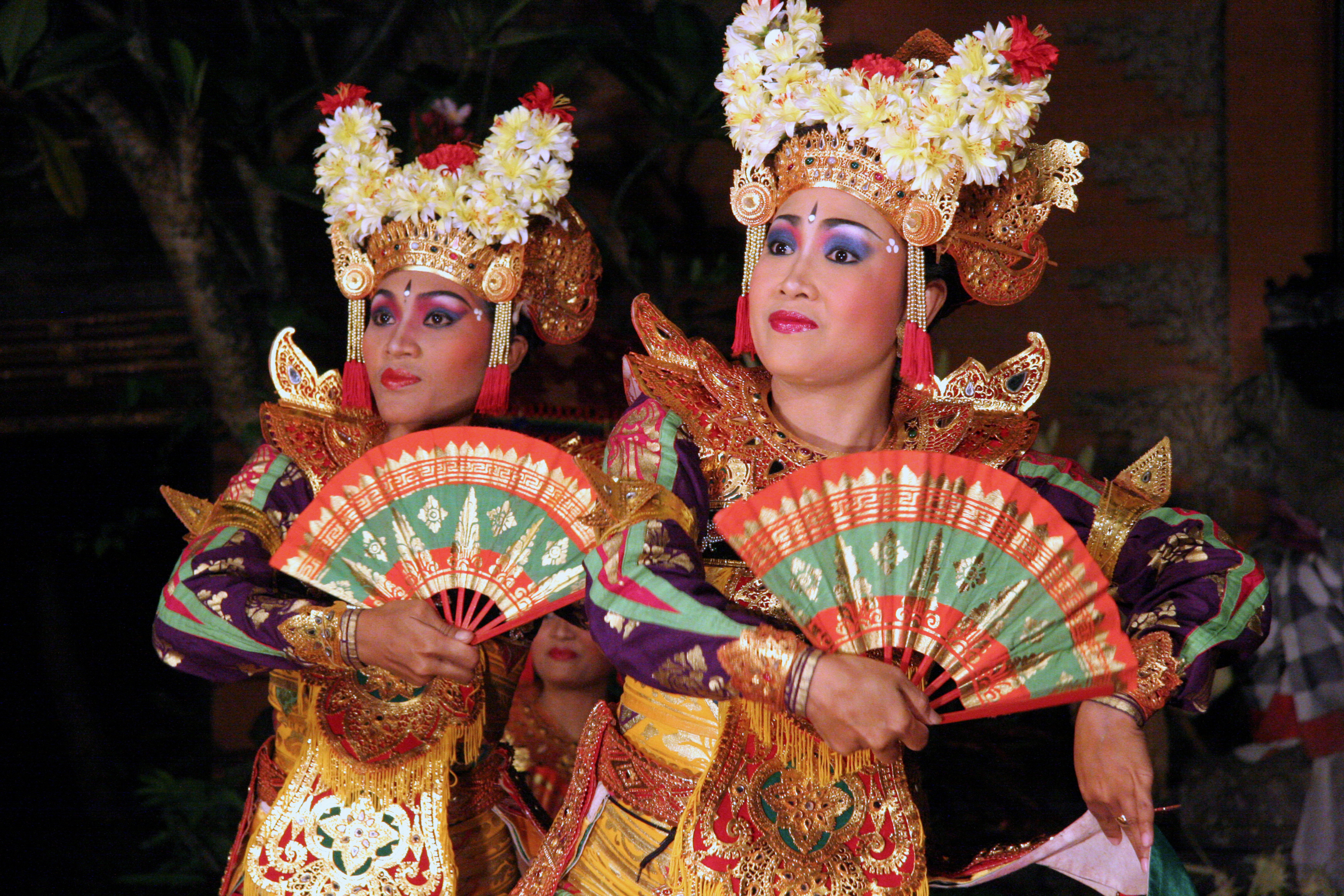
Danseuses balinaises de legong

La culture balinaise est essentiellement connue pour ses danses (legong, kecak...), son théâtre (wayang kulit, théâtre d'ombres joué avec des marionnettes de cuir ou wayang orang interprété par des acteurs) et sa musique utilisant le gamelan (orchestre portant le nom des percussions qui le composent). Les aspects uniques de la culture balinaise sont liés aux particularités des traditions religieuses spécifiques, mélange d'hindouisme balinais, de bouddhisme et de coutumes propres comme la danse sacrée du sanghyang (en). La langue balinaise elle-même ne reconnaît pas le terme d'« artiste » parce que la vie artistique faisait partie intégrante de la vie quotidienne traditionnelle à laquelle tout le monde participait.

## Religion
- Hindouisme à Bali (en)

Une grande majorité de Balinais pratique l'Agama Tirta (« religion de l'eau sacrée »). Des prêtres indiens[réf. nécessaire] auraient introduit la littérature hindouiste et bouddhiste que le peuple balinais intégra à sa propre mythologie pré-hindoue (en). Les Balinais qui ont conservé leurs traditions pré-hindouistes et n'ont pas adopté l'Agama Tirta sont connus sous l'appellation de Bali Aga (en).

## Société

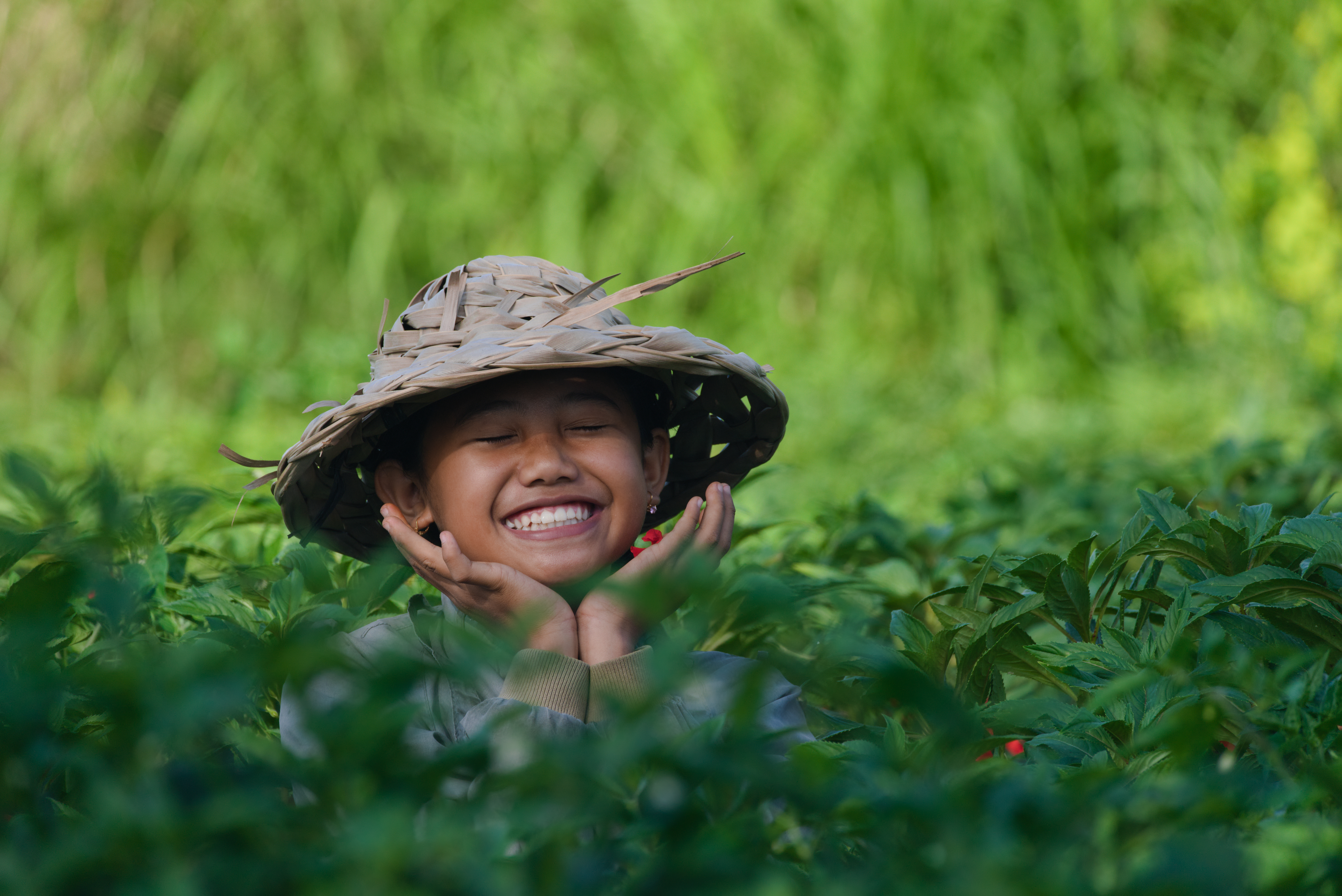
Balinaise dans un champ de fleurs.

La population utilise un système de noms balinais qui indique :
- Le sexe de la personne : « I » pour les hommes, « Ni » pour les femmes ;
- Le rang de naissance ;
- Le nom personnel.

Les membres des Tri Wangsa, les « trois », c'est-à-dire l'aristocratie, constituée par les trois castes supérieure : brahmana, satria et wesia, indiquent leur caste par un titre. À la différence de l'Inde, où la caste des vaishya regroupe notamment les artisans et les commerçants, à Bali, le terme « wesia » désigne des membres de l'aristocratie. Le système de castes balinais est en effet un système de titres qui indique le statut de l'individu, ou plutôt de sa famille, dans une hiérarchie honorifique déterminée par des généalogies souvent mythologiques.